# Montipora

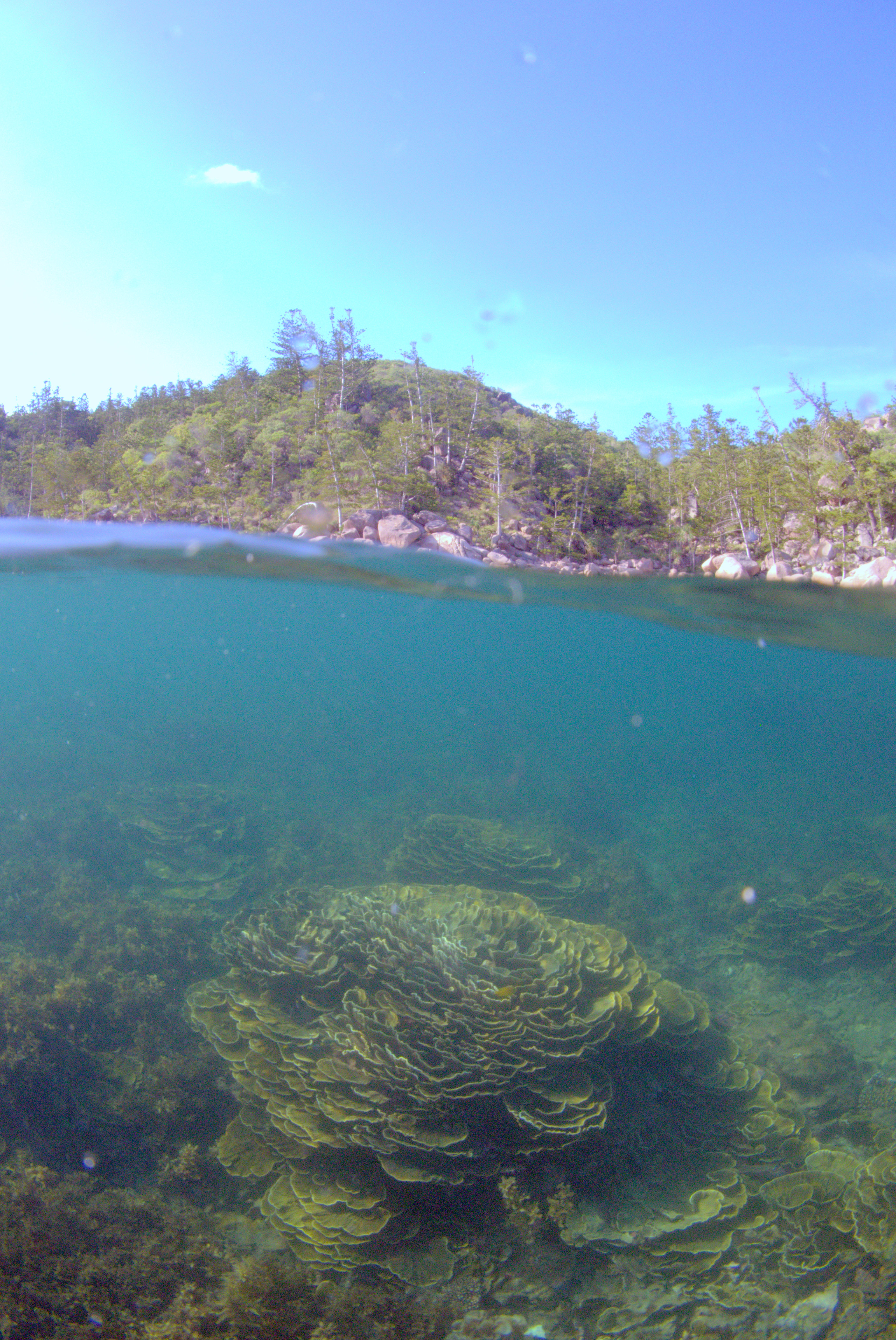
Colonias de Montipora frente a isla Magnética, Australia

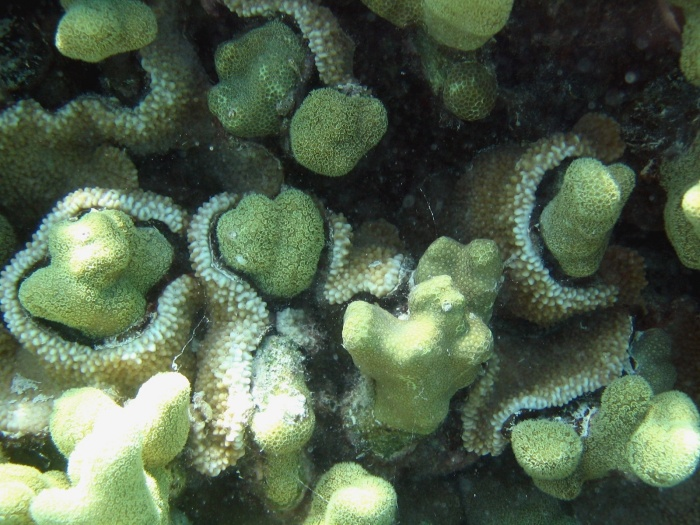
Montipora capitata creciendo entre Porites lobata (color verde).

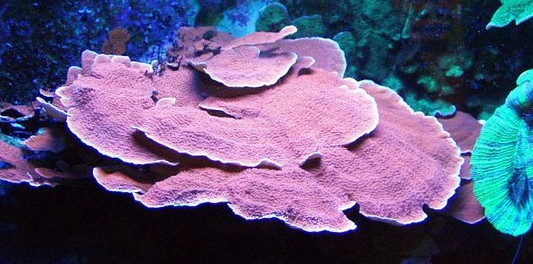
Montipora sp en acuario

Montipora es un género de corales duros de la familia Acroporidae.
Montipora es el segundo género de corales más grande en términos de especies, se citan 211 especies de Montipora, aunque el Registro Mundial de Especies Marinas reconoce sólo ochenta y cinco especies válidas, y otras 22 clasificadas como nomen dubium. Dada la enorme variedad de formas, algunas aparentemente idénticas a otras especies de Porites, por ejemplo, la única identificación válida tiene que hacerse observando con el microscopio su esqueleto.
Entre las especies de .Montipora y sus parientes del género Acropora, suman más del tercio del total de especies coralinas constructoras de arrecifes.

## Especies
El Registro Mundial de Especies Marinas reconoce las siguientes especies válidas:
| - Montipora aequituberculata. Bernard, 1897 - Montipora altasepta. Nemenzo, 1964 - Montipora angulata. (Lamarck, 1816) - Montipora aspergillus. Veron, DeVantier & Turak, 2002 - Montipora australiensis. Bernard, 1897 - Montipora biformis Nemenzo, 1988 - Montipora cactus. Bernard, 1897 - Montipora calcarea. Bernard, 1897 - Montipora caliculata. (Dana, 1846) - Montipora capitata - Dana, 1846 - Montipora capricornis - Veron, 1986 - Montipora cebuensis. Nemenzo, 1976 - Montipora circumvallata. (Ehrenberg) - Montipora cocosensis Vaughan, 1918 - Montipora confusa. Nemenzo, 1967 - Montipora conspicua Nemenzo, 1979 - Montipora contorta Nemenzo & Montecillo, 1981 - Montipora corbettensis. Veron & Wallace, 1984 - Montipora crassituberculata. Bernard, 1897 - Montipora cryptus. Veron, 2002 - Montipora danae. Milne Edwards & Haime, 1851 - Montipora delicatula. Veron, 2002 - Montipora digitata. Dana, 1846 - Montipora dilatata. Studer, 1901 - Montipora echinata. Veron, DeVantier & Turak, 2002 - Montipora edwardsi. Bernard, 1897 - Montipora efflorescens. Bernard, 1897 - Montipora effusa. (Dana) - Montipora ehrenbergi - Montipora explanata. Brüggemann - Montipora flabellata. Studer - Montipora florida. Nemenzo, 1967 - Montipora floweri. Wells, 1954 - Montipora foliosa. Pallas, 1766 - Montipora foveolata. (Dana, 1846) - Montipora friabilis. Bernard - Montipora gaimardi. Bernard, 1897 - Montipora gracilis - Montipora grisea. Bernard, 1897 - Montipora hemispherica. Veron, 2002 - Montipora hirsuta. Nemenzo, 1967 - Montipora hispida. (Dana, 1846) - Montipora hodgsoni. Veron, 2002 | - Montipora hoffmeisteri. Wells, 1954 - Montipora incrassata. (Dana, 1846) - Montipora informis. Bernard, 1897 - Montipora kellyi. Veron, 2002 - Montipora lobulata. Bernard - Montipora mactanensis. Nemenzo, 1979 - Montipora malampaya. Nemenzo, 1967 - Montipora maldivensis Pillai & Scheer, 1976 - Montipora manauliensis Pillai, 1967 - Montipora meandrina (Ehrenberg, 1834) - Montipora millepora. Crossland - Montipora mollis. (Bernard) - Montipora monasteriata. (Forskal, 1775) - Montipora niugini. Veron, 2002 - Montipora nodosa. (Dana, 1846) - Montipora orientalis. Nemenzo, 1967 - Montipora pachytuberculata. Veron, DeVantier & Turak, 2002 - Montipora palawanensis. Veron, 2002 - Montipora patula. Verrill - Montipora peltiformis. Bernard, 1897 - Montipora porites. Veron, 2002 - Montipora samarensis. Nemenzo, 1967 - Montipora saudii. Turak, DeVantier & Veron, 2002 - Montipora setosa. Nemenzo, 1976 - Montipora sinuosa Pillai & Scheer, 1976 - Montipora spongiosa. (Ehrenberg) - Montipora spongodes. Bernard - Montipora spumosa. (Lamarck, 1816) - Montipora stellata. Bernard - Montipora stilosa. (Ehrenberg, 1834) - Montipora suvadivae Pillai & Scheer, 1976 - Montipora taiwanensis. Veron, 2002 - Montipora tortuosa. Dana, 1846 - Montipora tuberculosa. Lamarck, 1816 - Montipora turgescens. Bernard, 1897 - Montipora turtlensis. Veron & Wallace, 1984 - Montipora undata. Bernard, 1897 - Montipora venosa. (Ehrenberg) - Montipora verrilli. Vaughan - Montipora verrucosa. (Lamarck, 1816) - Montipora verruculosa. Veron, 2002 - Montipora vietnamensis. Veron, 2002 |

Especies consideradas nomen dubium:
| - Montipora bernardi Vaughan, 1907 (nomen dubium) - Montipora berryi Hoffmeister, 1925 (nomen dubium) - Montipora compressa (Linnaeus, 1766) (nomen dubium) - Montipora cristagalli Ehrenberg, 1834 (nomen dubium) - Montipora densa Von Marenzeller, 1907 (nomen dubium) - Montipora elschneri Vaughan, 1918 (nomen dubium) - Montipora exserta Quelch, 1886 (nomen dubium) - Montipora foliacea (nomen dubium) - Montipora fragilis Quelch, 1886 (nomen dubium) - Montipora fragrosa Verrill, 1869 (nomen dubium) - Montipora granulosa Bernard, 1897 (nomen dubium) | - Montipora monticulosa Studer, 1880 (nomen dubium) - Montipora obtusata Quelch, 1886 (nomen dubium) - Montipora paupera Von Marenzeller, 1901 (nomen dubium) - Montipora perforata Brüggemann, 1879 (nomen dubium) - Montipora porosa Bassett-Smith, 1890 (nomen dubium) - Montipora profunda Bernard, 1897 (nomen dubium) - Montipora scabricula (Dana, 1846) (nomen dubium) - Montipora studeri Vaughan, 1907 (nomen dubium) - Montipora tenuicaulis Vaughan, 1907 (nomen dubium) - Montipora tenuissima Bernard, 1879 (nomen dubium) - Montipora vaughani Hoffmeister, 1925 (nomen dubium) |

## Galería

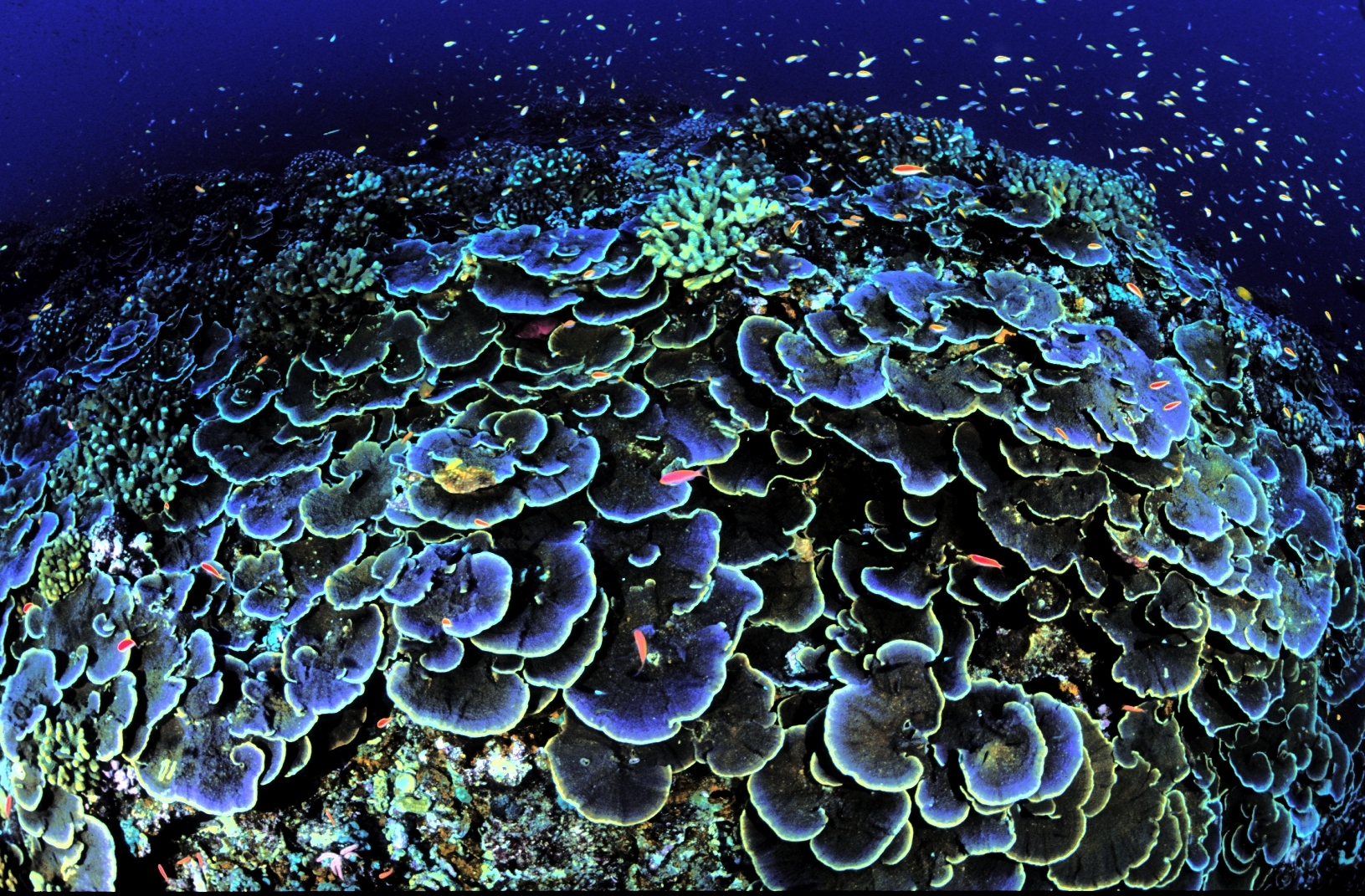
Montipora aequituberculata
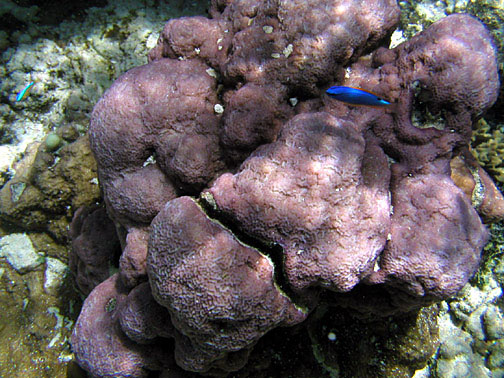
Montipora caliculata
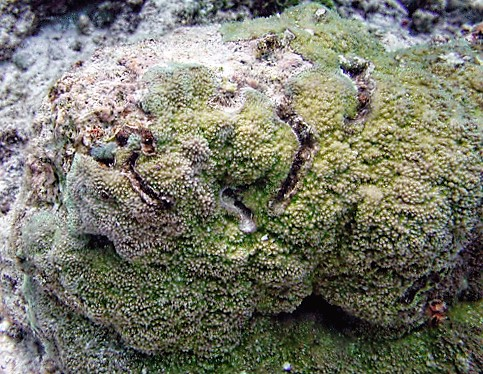
Montipora capitata
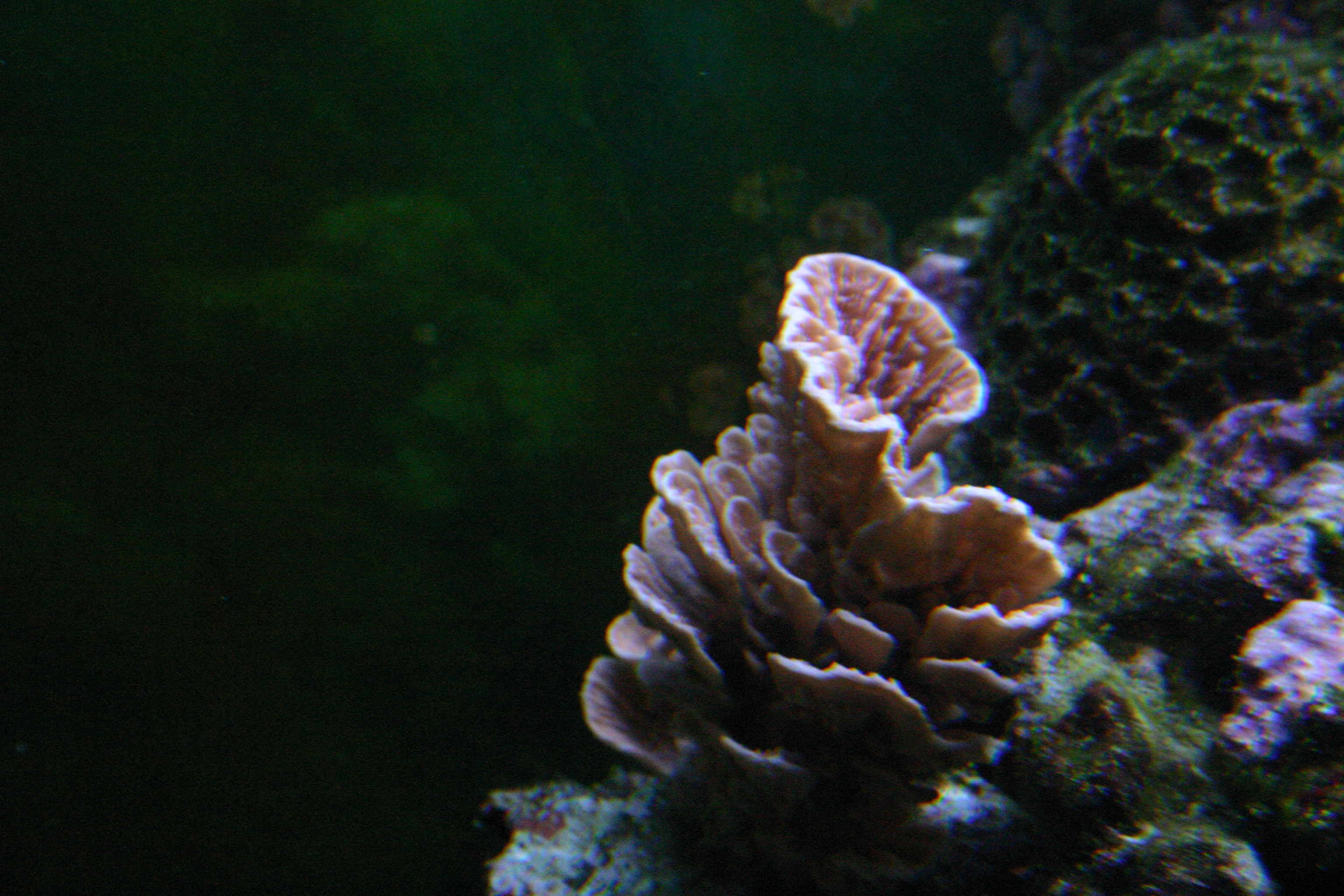
Montipora capricornis
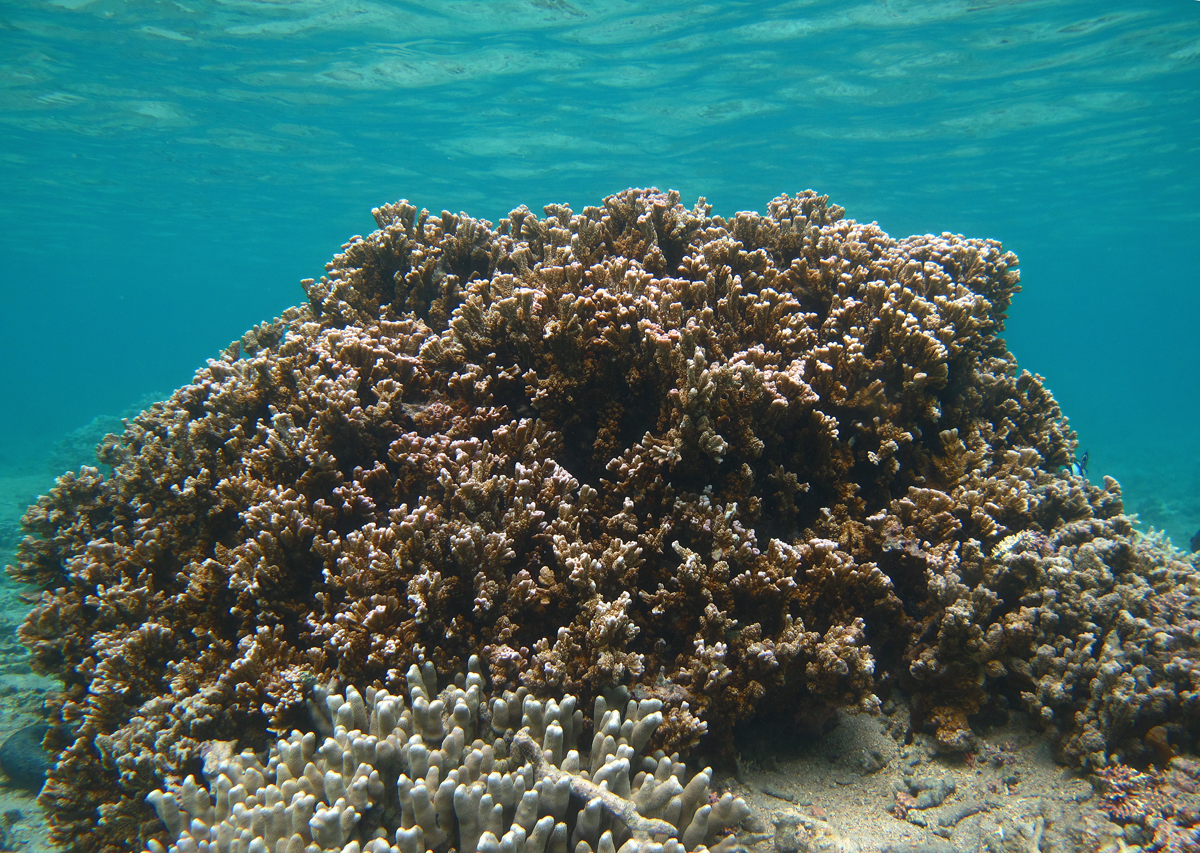
Montipora circumvallata
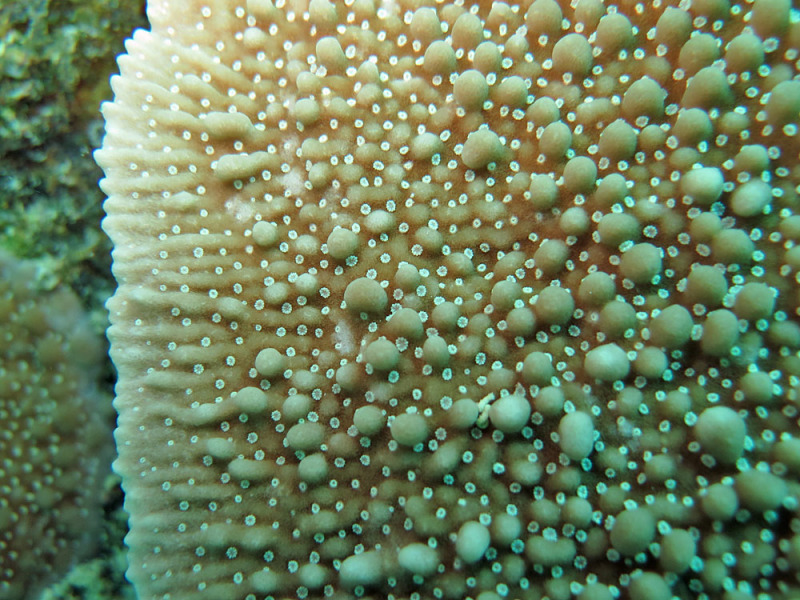
Montipora danae
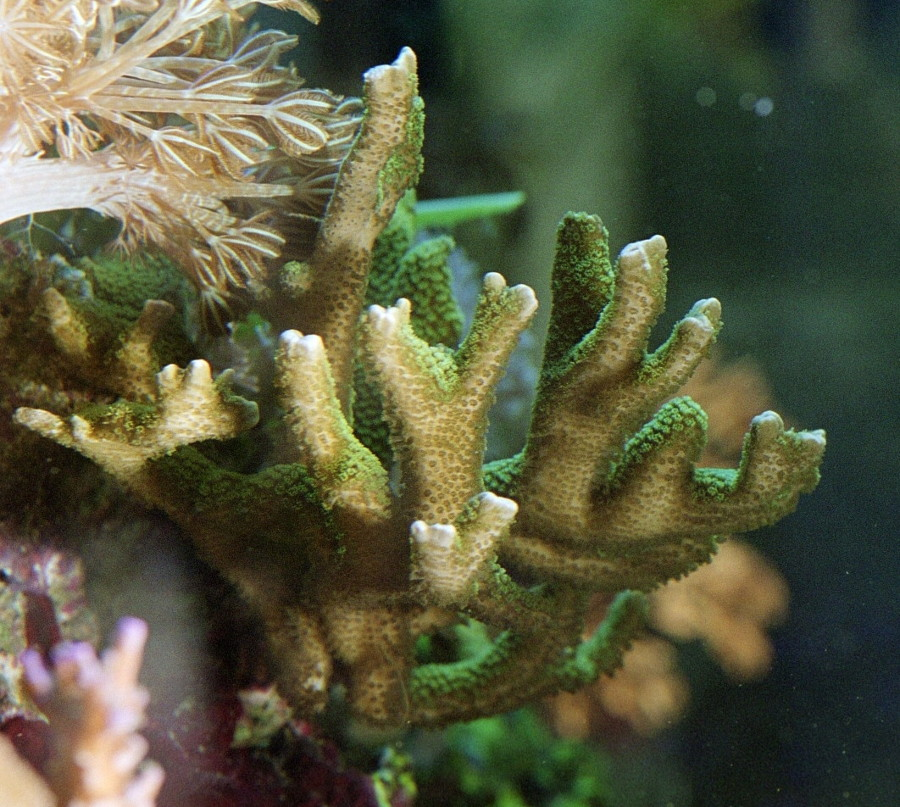
Montipora digitata
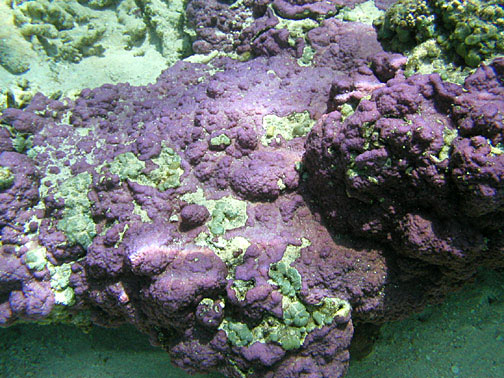
Montipora efflorescens
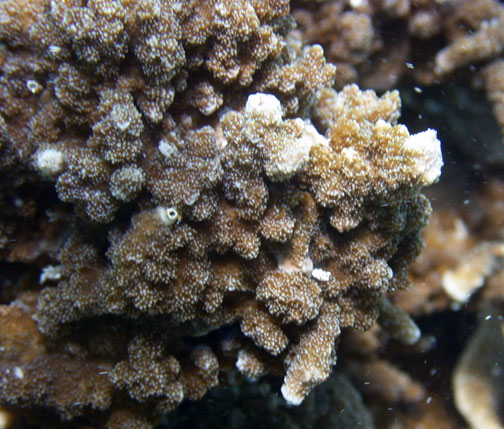
Montipora ehrenbergii
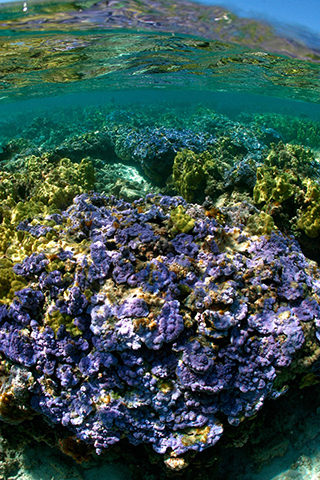
Montipora flabellata
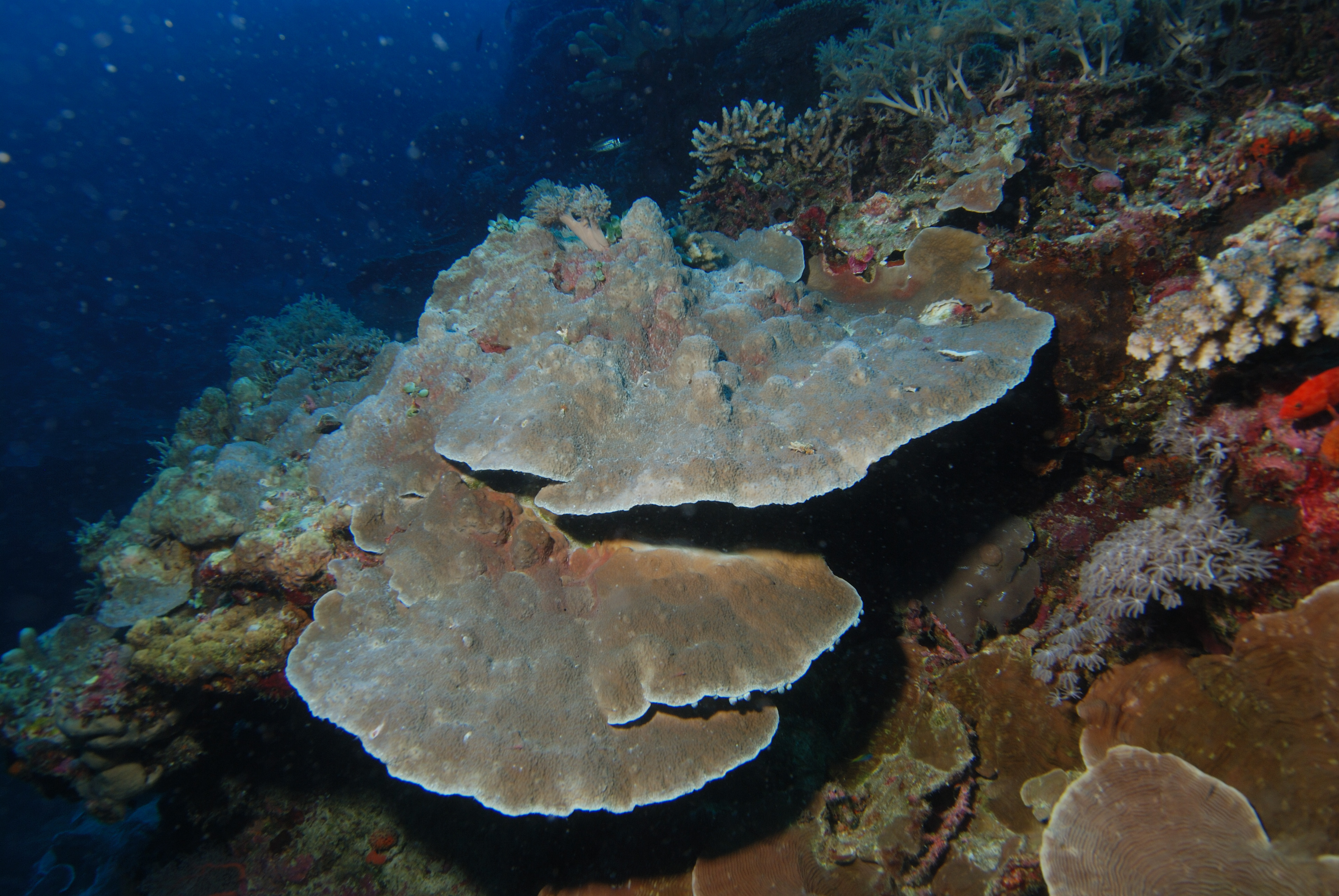
Montipora foliosa
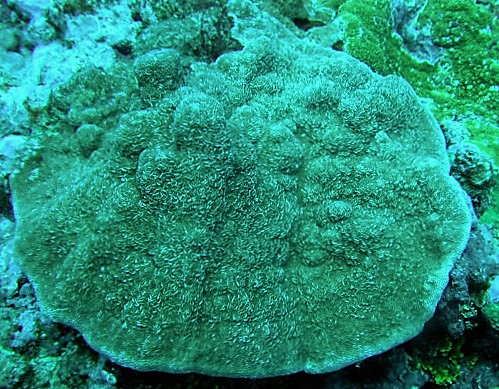
Montipora cf. foveolata
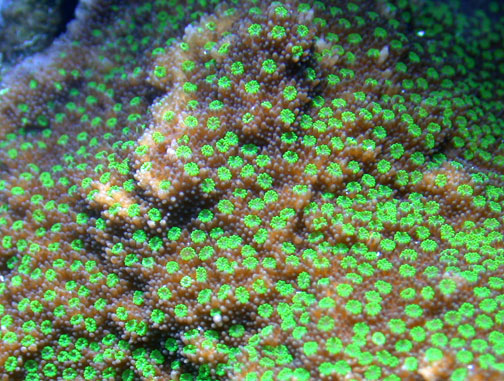
Montipora grisea
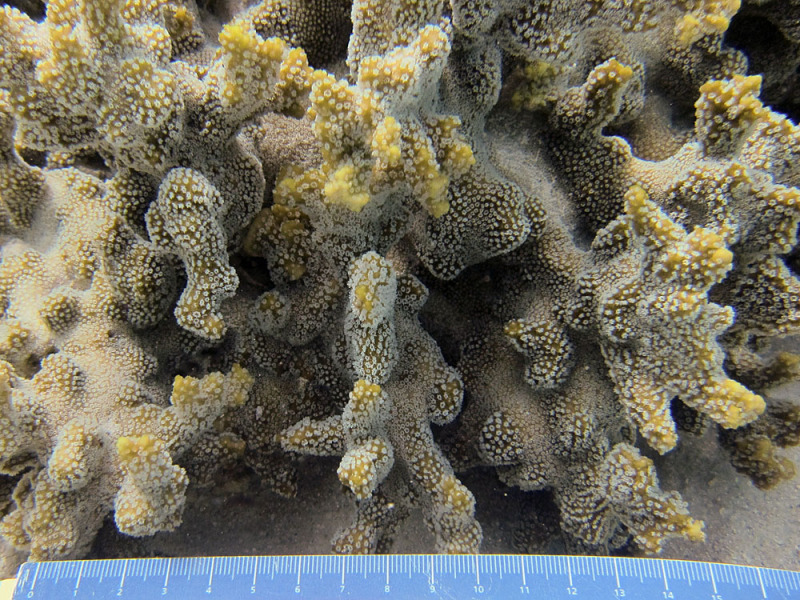
Montipora hispida
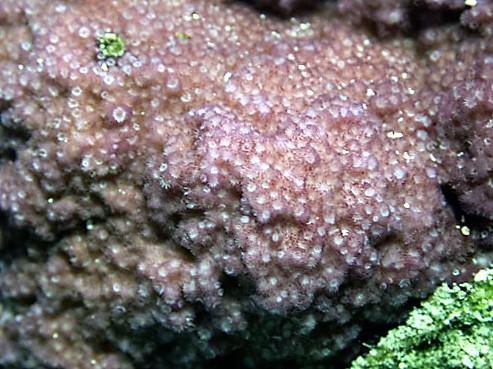
Montipora cf. hoffmeisteri
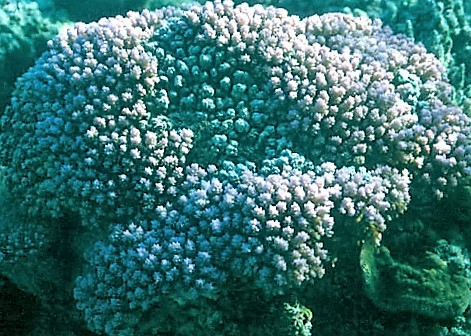
Montipora informis
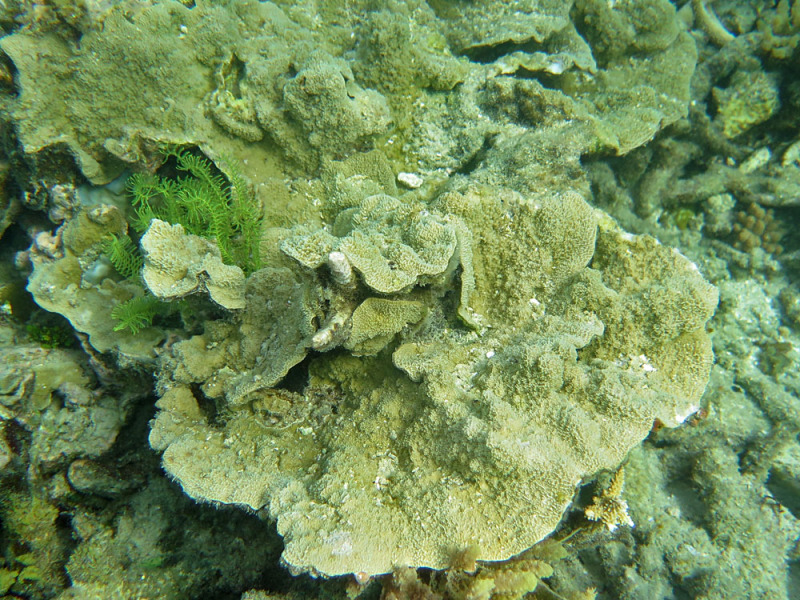
Montipora monasteriata
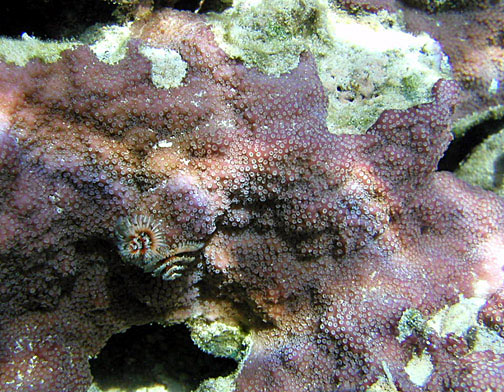
Montipora nodosa
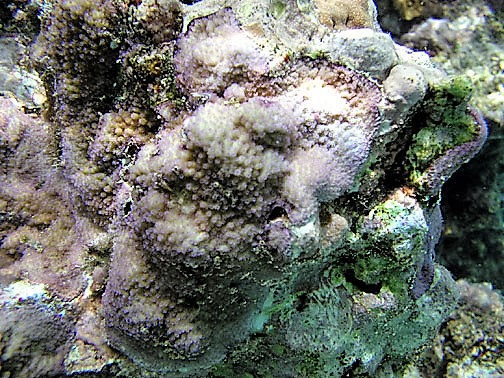
Montipora peltiformis
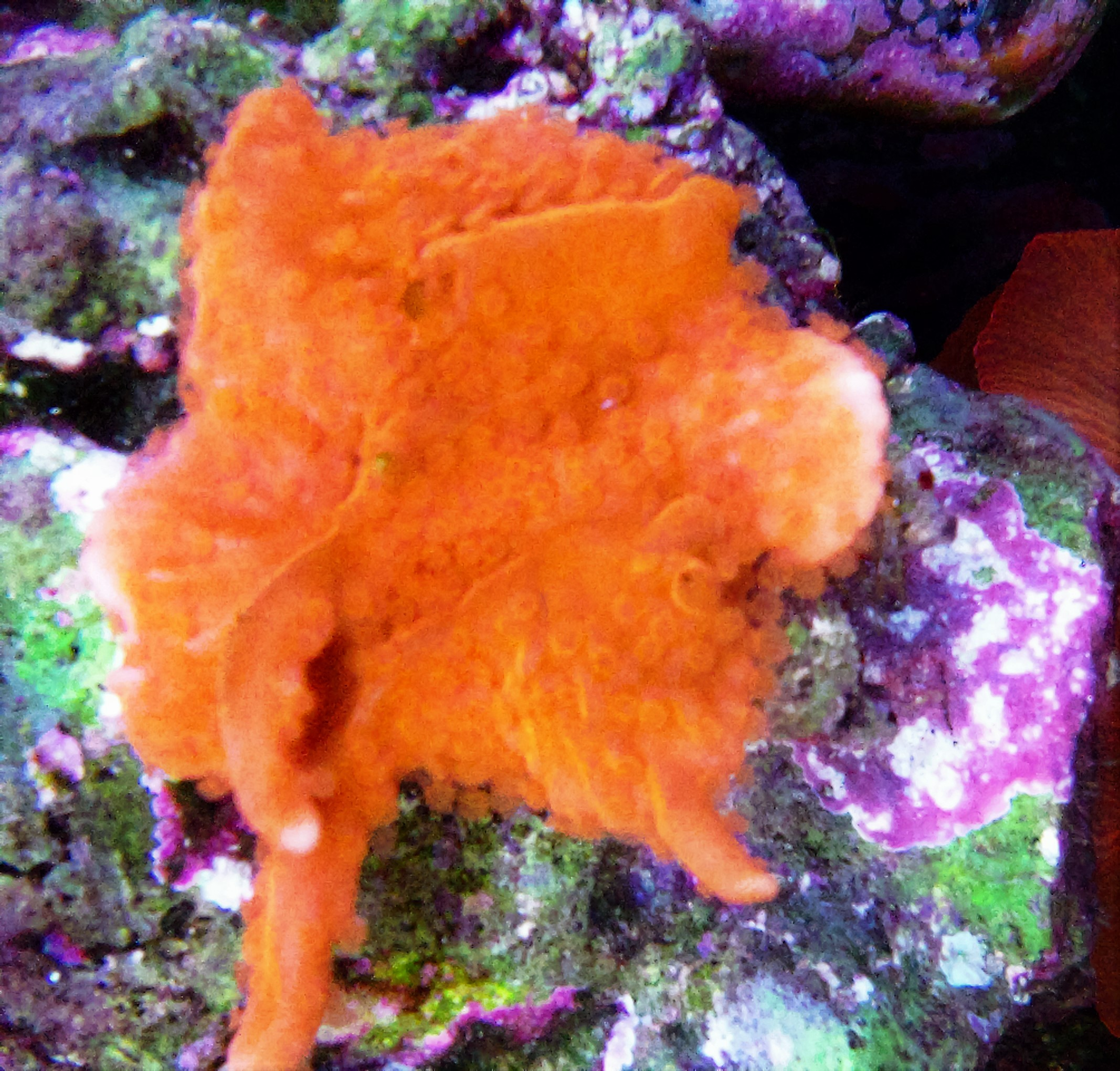
Montipora setosa
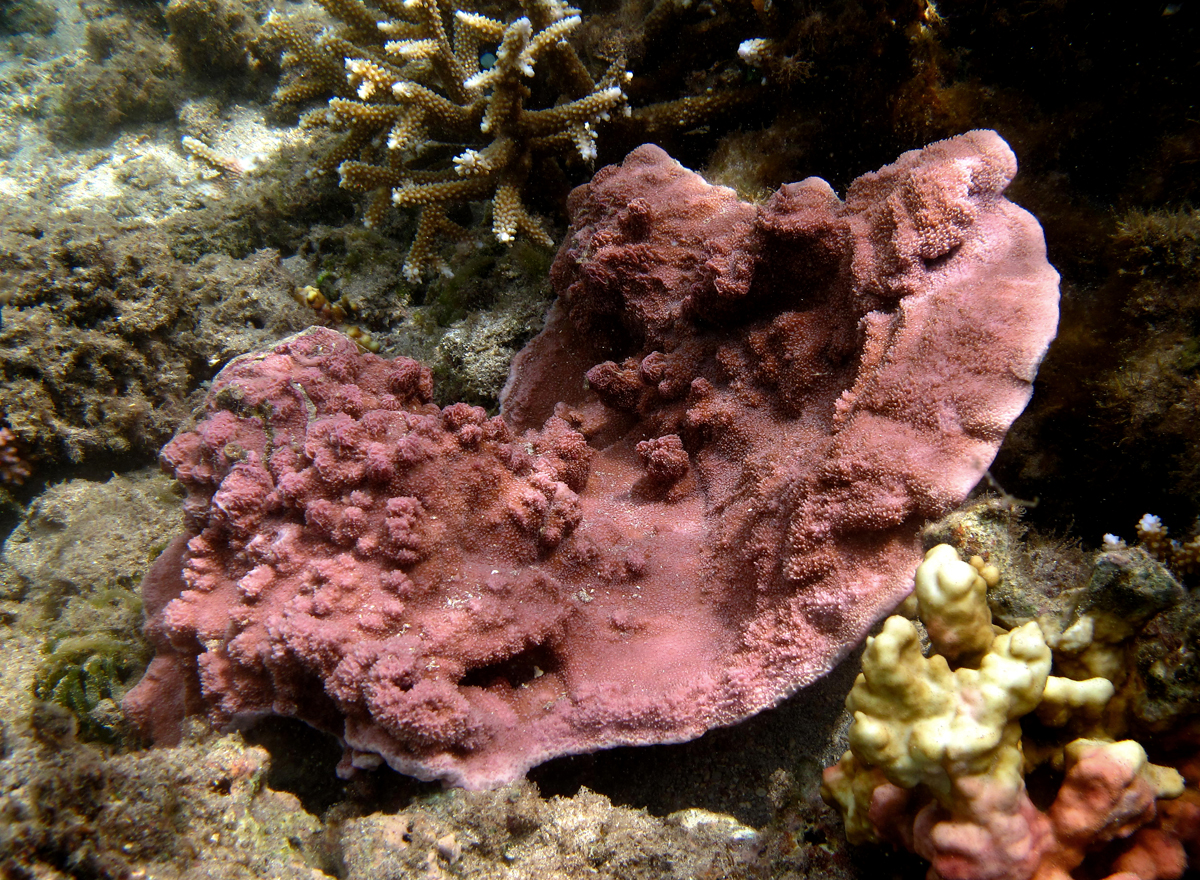
Montipora tuberculosa
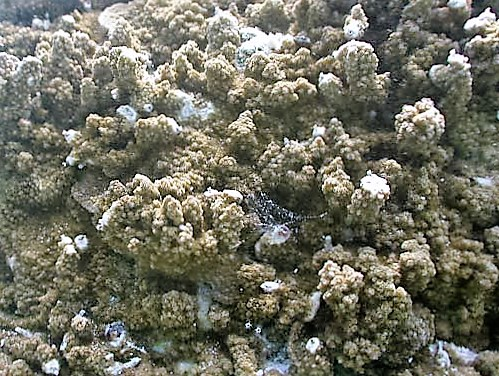
Montipora turtlensis
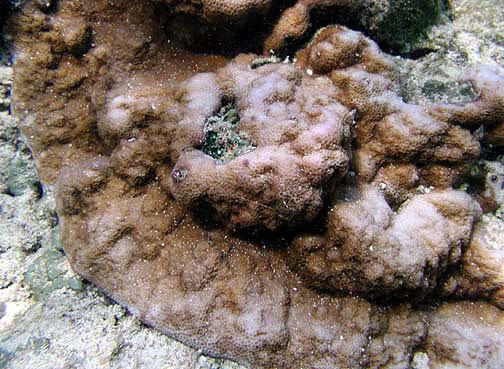
Montipora venosa
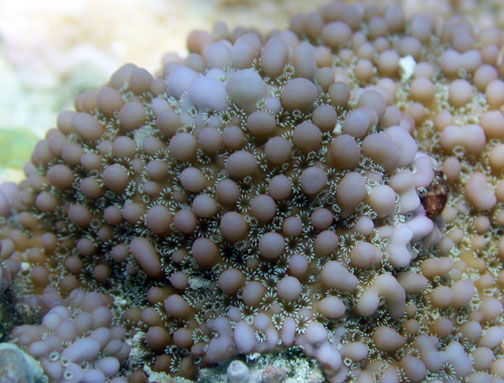
Montipora verrucosa

## Morfología

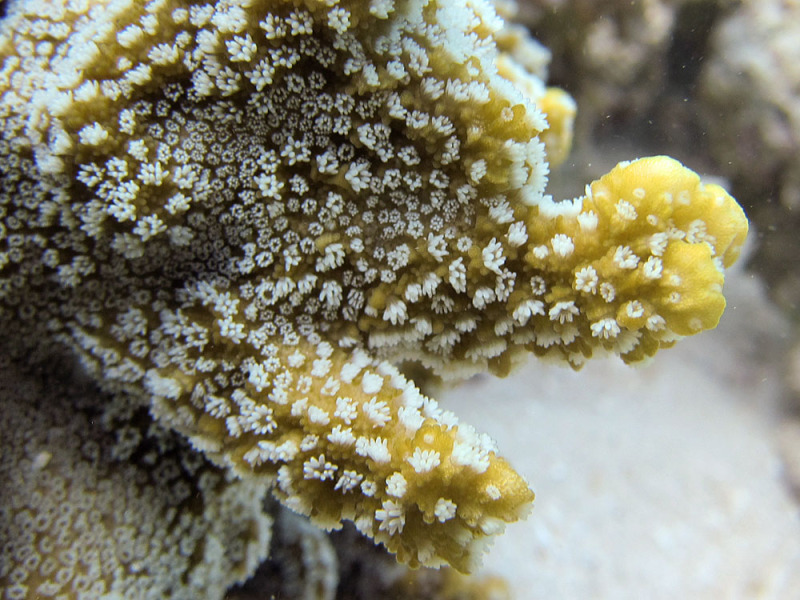
Pólipos de Montipora hispida

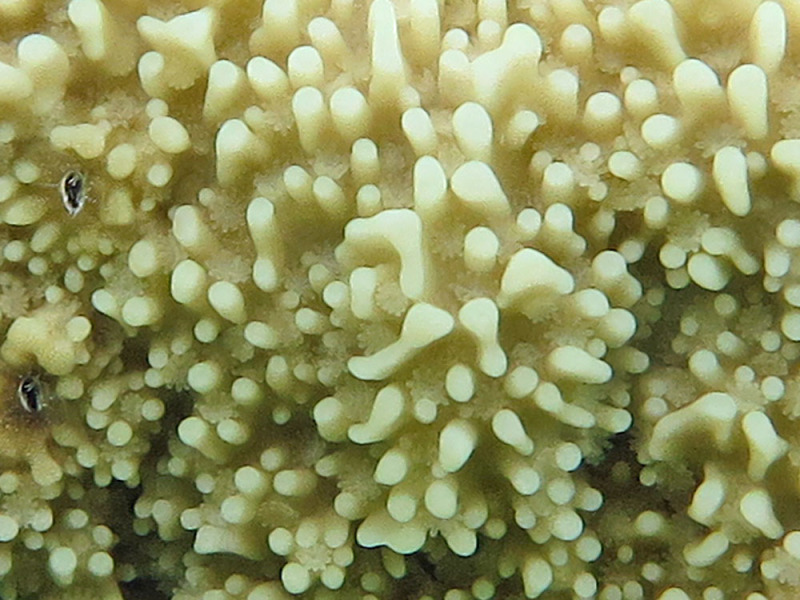
M. monasteriata. Vista cercana de la superficie de colonia mostrando pequeños pólipos entre las papillae

Cualquier especie de Montipora puede variar su forma de crecimiento por su localización, condiciones ambientales, edad, tamaño, estación, etc. Así pues, la forma de crecimiento de la colonia de Montipora que se pretenda identificar puede tener o no una forma de crecimiento típica de la especie, lo cual hace muy difícil su identificación. 
Pueden crecer en alguna de las siguientes formas:
- Digitada: las colonias tienen ramas cortas, que no se dividen ni anastomosan (como los dedos de una mano).
- Plato o mesa: colonias planas con un pie central o ladeado.
- Arborescente: ramas con forma de árbol.
- Masiva: colonias sólidas y similares en todas las dimensiones.
- Incrustante: la colonia recubre superficies de rocas o corales muertos.

Los pólipos de Montipora son muy pequeños y presentan unas células urticantes denominadas nematocistos, empleadas en la caza de presas microscópicas de plancton. Su coloración varía según la especie y las condiciones ambientales de ésta. La gama de colores abarca la práctica totalidad, siendo más comunes el marrón, verde, rosa, violáceo o azul. Normalmente sólo extiende sus pólipos durante la noche.
El esqueleto es poroso y ligero. Los coralitos son diminutos, < 1 mm de diámetro, sus septos se disponen en dos ciclos, carecen de columela, y están separados por muros porosos.

## Hábitat y distribución
Suelen vivir en arrecifes localizados en los mares tropicales (a una latitud situada entre 30ºN y 20ºS) en zonas poco profundas, 0 a 40 m, bien iluminadas y cercanas a las costas. Aunque también se encuentran en lagunas y zonas protegidas del arrecife, y a mayores profundidades, mayoritariamente se dan en zonas de fuertes corrientes. 
Se distribuyen en Oceanía, junto a las costas NO y NE de Australia, en el océano Índico y en las costas orientales de África y América principalmente.

## Alimentación
Los pólipos contienen algas simbióticas; mutualistas llamadas zooxantelas. Las algas realizan la fotosíntesis produciendo oxígeno y azúcares, que son aprovechados por los pólipos, y se alimentan de los catabolitos del coral (especialmente fósforo y nitrógeno). Esto les proporciona entre el 75% y el 95% de sus necesidades alimenticias. El resto lo obtienen atrapando plancton microscópico y materia orgánica disuelta en el agua.

## Reproducción
Se reproducen asexualmente mediante gemación y sexualmente lanzando al exterior sus células sexuales. En este tipo de reproducción, la mayoría de los corales liberan óvulos y espermatozoides al agua, siendo por tanto la fecundación externa. No obstante, algunas especies mantienen el óvulo en su interior (cavidad gastrovascular) y es allí donde son fecundados. 
Los huevos una vez en el exterior, permanecen a la deriva arrastrados por las corrientes varios días, más tarde se forma una larva plánula que cae al fondo, se adhiere a él y, tras evolucionar a pólipo, comienza a generar un esqueleto, o coralito, y, tras reproducirse por gemación, conforma la colonia y su vida sésil.

## Mantenimiento
Como norma, las montiporas son de los corales duros más fáciles de mantener en cautividad. Una luz de moderada a alta satisfará a la mayoría de las colonias aclimatadas a nuestro acuario. Respecto a la corriente, deberá ser fuerte. Es una especie poco agresiva con otros corales. Su arma para conseguir espacio, en orden a atrapar luz, es su rápido crecimiento frente a otras especies.
Debemos aditar microplancton u otros preparados para animales filtradores, adaptados a sus pequeños pólipos.
Con independencia del resto de niveles  de los parámetros comunes del acuario marino: salinidad, calcio, magnesio, dureza, etc., hay que mantener los fosfatos a cero y los nitratos a menos de 20 ppm. Algunos autores, con independencia de aditar oligoelementos (yodo, hierro, manganeso, etc.), recomiendan aditar estroncio hasta mantener un nivel de 10 ppm.
Se recomienda cambios de agua semanales del 5% del volumen del acuario.